# Frank Schön (Fußballspieler, 1971)
Frank Schön (* 15. Januar 1971 in Weißenfels) ist ein ehemaliger deutscher Fußballspieler.

## Sportliche Laufbahn
Frank Schön begann im Alter von fünf Jahren beim Halleschen FC Chemie das Fußballspielen. Er durchlief alle Kinder- und Nachwuchsteams und wurde auch für die diversen Auswahlteams und das TZ-Training gesichtet. Im Jahr 1984 kam er auf die Kinder- und Jugendsportschule „Friedrich Engels“ in Halle/Saale. Sein Mitschüler und Banknachbar war Dariusz Wosz. Einsätze in der Kreis- und Bezirksauswahl Halle sowie in den DDR-Juniorennationalmannschaften folgten.
Für die Saison 1989/90 wurde Frank Schön in die 1. Männermannschaft des HFC Chemie berufen. Im Rahmen der damals eingerichteten Gastspielgenehmigung für Anschlusskader der Oberligateams in der zweitklassigen Liga in diesem Spieljahr konnte Frank Schön bei der SG Dessau 89 von August 1989 bis Februar 1990 Spielpraxis im Männerbereich sammeln. Parallel verdiente sich der 18-Jährige seine ersten Sporen in der ostdeutschen Elitespielklasse. So kam er am 25. November 1989 zu seinem Oberligadebüt gegen den 1. FC Magdeburg. In der Saison 1990/91 belegte der Hallesche FC den 4. Platz und qualifizierte sich damit sowohl für die 2. Bundesliga als auch den UEFA Cup. Ab 1991 spielte Frank Schön in der 2. Bundesliga Süd und absolvierte zwei UEFA Cup Spiele gegen Torpedo Moskau. Der Hallesche FC musste in die Abstiegsrunde und stieg ab. Die Mannschaft fiel daraufhin auseinander, nachdem Spieler wie Dariusz Wosz, René Tretschok, Karsten Neitzel, Dirk Wüllbier, Alexander Löbe und Tom Persich den Verein verließen.
Frank Schön wollte in Halle bleiben, bekam jedoch eine Einberufung zur Bundeswehr nach Kassel. Dort leistete er seinen Wehrdienst ab und schloss sich dem KSV Hessen Kassel an. Nach anfänglichen Verletzungen kam er immer besser in Form und machte höherklassige Vereine auf sich aufmerksam. Der damalige Zweitligist Wuppertaler SV verpflichtete den Abwehrmann, der zur Sportfördergruppe nach Essen abkommandiert wurde und dort seinen Wehrdienst beendete. Nach zwei Jahren in der 2. Bundesliga und Regionalliga wurde er von Rudi Assauer für Schalke 04 entdeckt und nach Gelsenkirchen geholt.
Sein Debüt in der 1. Bundesliga gab Frank Schön im Trikot des FC Schalke 04 am 18. August 1995 gegen FC Hansa Rostock. Nach der Verletzung von Thomas Linke sollte Frank Schön im kommenden Spiel von Beginn an spielen, verletzte sich aber in der darauffolgenden Trainingswoche und musste lange pausieren. Zudem wurde neben Thomas Dooley, Yves Eigenrauch und Andreas Müller mit Marco Kurz eine weitere Alternative im zentralen Abwehrbereich geholt. In dieser Saison belegte der FC Schalke 04 den 3. Platz und qualifizierte sich für den UEFA Cup Wettbewerb. Frank Schön gehörte zum Kader der legendären „Eurofighter“, die 1997 den UEFA-Cup gewinnen konnten. Seine Trainer in der Bundesliga waren Jörg Berger und Huub Stevens. In der Winterpause 1997 wechselte er trotz laufenden Vertrags zum abstiegsbedrohten Zweitligisten SV Waldhof Mannheim. Der Leistungsträger konnte allerdings den Abstieg der Mannschaft am letzten Bundesligaspieltag nicht verhindern.  Er kam wieder ins Ruhrgebiet nach Bochum zurück und stand im Kader der SG Wattenscheid 09.
Nach zwei Jahren führte ihn sein sportlicher Weg zum FC Gütersloh. Das neuformierte Team spielte trotz finanzieller Probleme des maroden Vereins unter Trainer Gerhard Kleppinger und Co-Trainer Rob Reekers eine hervorragende Rolle in der Regionalliga West. Nach der Winterpause wurde im Februar 2000 Insolvenz angemeldet und Frank Schön ging zum FC Carl Zeiss Jena. Zusammen mit seinem Vereinskameraden Michael Mason trug er maßgeblich zum Verbleib des FC Carl Zeiss Jena in der Regionalliga bei. Nach einem 13. Platz in der Winterpause, konnte am Ende ein hervorragender 4. Platz erreicht werden. Damit schafften die Jenaer die direkte Qualifikation und verblieben in der neustrukturierten Regionalliga Süd. Am 10. September 2000 verletzte sich Schön beim Auswärtsspiel gegen die Reserve des FC Bayern in München schwer am Kreuzband und musste nach Komplikationen fast seine Laufbahn beenden. Sein Team stieg während dieser Zeit aus der Regionalliga in die Oberliga ab. Schön, der noch einen Vertrag hatte, musste nun in der damaligen 4. Liga spielen.
Nach einem Jahr Klinik und Rehaaufenthalten konnte er sein Comeback 2001 gegen SG Dynamo Dresden in der Oberliga Nordost geben. Nachdem der angepeilte Aufstieg verpasst wurde, erhielten zahlreiche Führungsspieler, so auch Frank Schön keinen Vertrag mehr. Er wurde von Slavko Petrović zu Fortuna Düsseldorf geholt und sollte dort eine junge unerfahrene Mannschaft führen und die Klasse halten. Als Kapitän konnte er diese Ziele erreichen und im Jahr darauf den Aufstieg in die Regionalliga realisieren. Sportdirektor Thomas Berthold und Trainer Massimo Morales planten, für viele Fans und Kenner des Umfeldes war dies überraschend, nicht mehr mit dem Aufstiegshelden. Sein Weg führte zum Regionalligisten Wuppertaler SV, bei dem er als Führungsspieler die Zweitvertretung unterstützte. Er spielte nach über zehn Jahren wieder mit seinem früheren Weggefährten Knut Hartwig und wurde sogar nochmals in die erste Mannschaft beordert. Gegen Union Berlin und VfL Osnabrück spielte der Routinier seine ganze Erfahrung aus. Durch sein berufliches Engagement verzichtete er auf weitere Einsätze und konzentrierte sich auf die Leitung der Fußballabteilung in der großen Sport- und Freizeitanlage Cosmo Sports GmbH in Düsseldorf. Nach einer einjährigen Pause spielte er bis zum Karriereende beim Landesligisten FC Remscheid, mit dem er 2009 den Aufstieg in die Niederrheinliga schaffte.

## Weiterer Werdegang
Im Jahr 2009 zog er nach Jena. In der Universitätsstadt an der Saale wurde Schön Vater eines Sohnes. Im Oktober 2011 gründete Frank Schön eine Fußballschule und gibt dort seine Erfahrungen an die nächste Generation weiter. Sportlich aktiv ist Frank Schön für verschiedene Traditionsteams und hatte im März 2011 einen Einsatz beim Superpott 2011 in Bochum mit den Ruhrgebietsteams von VfL Bochum 1997, Borussia Dortmund 1997 und dem FC Schalke 04, mit dem er den zweiten Turnierplatz hinter dem VfL belegte. Das Turnier wurde im Sportfernsehen live übertragen und die Einnahmen kamen den Opfern der Erdbeben-Katastrophe in Japan zugute. Anfang 2012 übernahm Schön das Amt des verantwortlichen Trainers beim Thüringenligisten SC 1903 Weimar, das er bis zum Ende der Saison ausübte.

## Erfolge
International
- Qualifikation für den UEFA-Cup: 1991 (Hallescher FC), 1996 (FC Schalke 04)

Fortuna Düsseldorf
- Aufstieg in die Regionalliga Nord: 2004

Wuppertaler SV
- Niederrheinpokal: 2005

FC Remscheid
- Aufstieg in die Niederrheinliga: 2009

## Trivia
In seiner Freizeit spielt Frank Schön für die Hobbyteams von MMX Jena, Grashoppers 06 Jena und dem FSV „Am Flecken“. Er wurde mit MMX im Jahr 2011 Hallenstadtmeister von Jena und mit Grashoppers 06 Jena TFV Landesmeister Thüringen 2011 auf dem Kleinfeld. Hier wurde Frank zum besten Spieler des Wettbewerbs 2011 gewählt.